# The Honeydripper (альбом Рузвельта Сайкса, 1961)
The Honeydripper — студійний альбом американського блюзового музиканта Рузвельта Сайкса, випущений лейблом Bluesville Records у 1960 році.

## Опис
Записаний 14 вересня 1960 року на студії Van Gelder Studio в Енлвуд-Кліффсі (Нью-Джерсі). Окрім Сайкса у записі взяли участь саксофоніст Кінг Кертіс, органіст Роберт Бенкс, контрабасист Леонард Гаскін і ударник Белтон Еванс. Альбом складається з 12 пісень, написаних Сайксом.
У 1960 році «Miss Ida B.»/«Satellite Baby» вийшли на синглі (Bluesville 45-810).

## Список композицій
1. «Miss Ida B.» (Рузвельт Сайкс) — 4:57
2. «Mislead Mother» (Рузвельт Сайкс) — 3:14
3. «Yes, Lawd» (Оззі Кадена, Рузвельт Сайкс) — 9:16
4. «I Hate to Be Alone» (Рузвельт Сайкс) — 2:01
5. «Jailbait» (Рузвельт Сайкс) — 2:25
6. «Lonely Day» (Рузвельт Сайкс) — 4:26
7. «Satellite Baby» (Рузвельт Сайкс) — 2:46
8. «Pocketful of Money» (Рузвельт Сайкс) — 2:32
9. «She Ain't For Nobody» (Рузвельт Сайкс) — 2:47

## Учасники запису
- Рузвельт Сайкс — фортепіано, вокал
- Кінг Кертіс — тенор саксофон (1, 2, 3, 4, 5, 7, 8)
- Роберт Бенкс — орган (2, 3, 4, 5, 7, 8, 9)
- Леонард Гаскін — контрабас
- Белтон Еванс — ударні

Технічний персонал
- Руді Ван Гелдер — інженер звукозапису
- Нет Гентофф — текст до обкладинки